# Corpus Christi (Texas)
Corpus Christi [ˌkɔːrpəs ˈkrɪsti] (deutsch „Leib des Herrn“: Fronleichnam) ist eine Hafenstadt im US-Bundesstaat Texas. Im Jahr 2020 hatte die Stadt 317.863 Einwohner und ist damit die achtgrößte in Texas.

## Geschichte und Kultur
Corpus Christi wurde 1839 von Colonel Henry Lawrence Kinney als Kinney’s Ranch oder Kinney’s Trading Post gegründet, um den mexikanischen Revolutionären Waffen verkaufen zu können. Die Geschichte reicht jedoch schon bis ins 16. Jahrhundert zurück.

### Name der Stadt
Die Stadt ist nach der Corpus Christi Bay benannt, die 1519 vom Spanier Alonso Álvarez de Pineda am Fronleichnamsfest entdeckt und daher so genannt wurde (lateinisch für „Leib Christi“).
Vor allem von der Tourismusbranche wird der Beiname Sparkling City by the Sea („die glitzernde Stadt am Meer“) gebraucht.

### Sehenswürdigkeiten und Museen
- Texas State Aquarium
- Lexington
- Museum of Science and History
- Museum of Asian Cultures
- South Texas Institute for the Arts
- Harbor Playhouse Theatre
- One Shoreline Plaza
- Mirador de la Flor
- Texas Surf Museum
- K Space Contemporary
- Corpus Christi Botanical Gardens and Nature Center
- Hans and Pat Suter Wildlife Refuge
- Padre Island National Seashore
- King Ranch
- Sunrise Mall

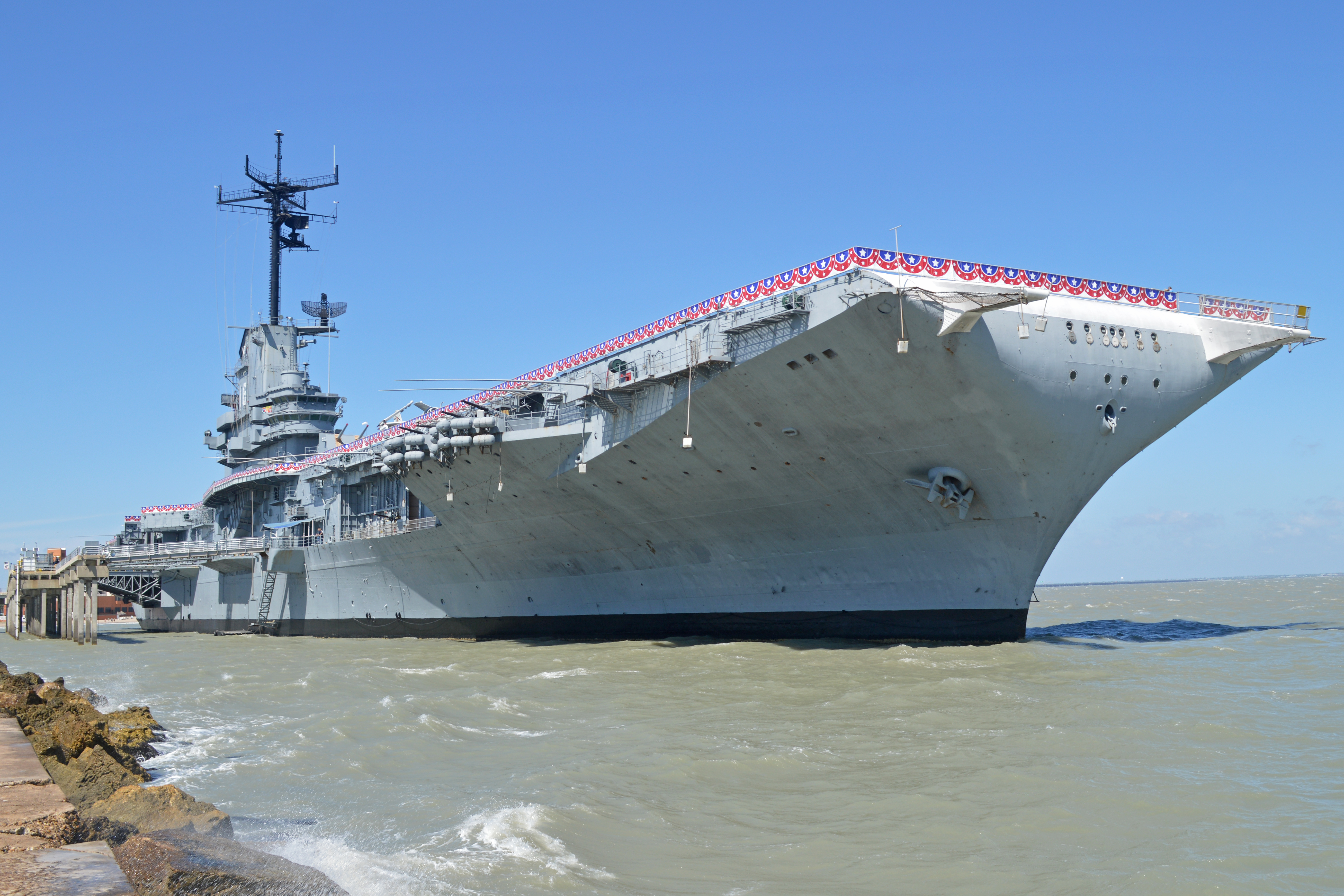
Die USS Lexington (2017) hat seit Juli 2003 den Status eines National Historic Landmarks.

Der National Park Service weist mit der USS Lexington ein National Historic Landmark für Corpus Christi aus. Insgesamt sind 15 Bauwerke und Stätten im National Register of Historic Places (NRHP) eingetragen (Stand 18. Oktober 2020).

## Geographie und Klima
Corpus Christi liegt an der gleichnamigen Bucht, nahe der Mündung des Nueces River.
Gemäß dem United States Census Bureau hat die Stadt eine Gesamtfläche von 1.192 km², davon 400,5 km² Landfläche und 791,5 km² (66,4 %) Wasserfläche. Das Trinkwasser wird durch zwei Stauseen sichergestellt, den Lake Corpus Christi und das Choke Canyon Reservoir. Außerdem wird die Stadt durch eine 101 Meilen lange Pipeline ausgehend vom Lake Texana mit Wasser versorgt.

### Stadtgliederung
- Stadtviertel:
  - Flour Bluff
  - Calallen
  - Clarkwood
  - Annaville
  - North Beach
  - Mustang Island
  - North Padre Island
  - Gardendale
- Vororte:
  - Portland
  - Robstown

### Klimatabelle
|                       | Jan  | Feb  | Mär  | Apr  | Mai  | Jun  | Jul  | Aug  | Sep   | Okt  | Nov  | Dez  |   |       |
| Mittl. Tagesmax. (°C) | 18,3 | 20,6 | 24,3 | 27,6 | 30,1 | 32,4 | 34,1 | 34,1 | 32,1  | 28,8 | 24,3 | 20,2 | ⌀ | 27,3  |
| Mittl. Tagesmin. (°C) | 7,4  | 8,9  | 12,9 | 17,3 | 20,8 | 23,0 | 23,8 | 23,9 | 22,4  | 17,7 | 13,1 | 9,1  | ⌀ | 16,7  |
|                       |      |      |      |      |      |      |      |      |       |      |      |      |   |       |
| Niederschlag (mm)     | 43,4 | 49,8 | 23,9 | 43,7 | 84,6 | 85,9 | 60,7 | 84,1 | 140,2 | 76,7 | 40,4 | 32,0 | Σ | 765,4 |
|                       |      |      |      |      |      |      |      |      |       |      |      |      |   |       |
| Regentage (d)         | 5,4  | 4,4  | 2,7  | 3,4  | 5,2  | 5,5  | 4,3  | 5,1  | 8,2   | 5,0  | 4,1  | 4,2  | Σ | 57,5  |

| 7,4 |

| 8,9 |

| 12,9 |

| 17,3 |

| 20,8 |

| 23,0 |

| 23,8 |

| 23,9 |

| 22,4 |

| 17,7 |

| 13,1 |

| 9,1 |

| 7,4 |

| 8,9 |

| 12,9 |

| 17,3 |

| 20,8 |

| 23,0 |

| 23,8 |

| 23,9 |

| 22,4 |

| 17,7 |

| 13,1 |

| 9,1 |

## Bildung und Sport

### Sport
Corpus Christi besitzt, wie die meisten amerikanischen Städte, mehrere Sportvereine und Sportteams. Zwar spielt nur eine Mannschaft in einer Major League – das Indoor-Footballteam –, doch gibt es mehrere zweit- und drittklassige Mannschaften.
Diese sind:
- Corpus Christi Hooks, Baseballteam, Texas League (Double A League, entspricht etwa Regionalliga/Dritte bzw. Vierte Liga)
- Corpus Christi IceRays, Hockeyteam, North American Hockey League (Junior A Tier II league)
- Corpus Christi Hammerheads, Indoor Footballteam (Indoor Football League)
- Corpus Christi Crabs, Rugby (Texas Rugby Union)

### Schulen
Corpus Christi ist in fünf Schulbezirke eingeteilt und besitzt zahlreiche Grund- und Sekundarschulen.

### Hochschulbildung
Die Stadt ist Sitz der Texas A&M University–Corpus Christi.
Das Del Mare College, die Our Lady of Corpus Christi School und mehrere andere Universitäten und Hochschulen befinden sich auch in Corpus Christi.

## Wirtschaft und Infrastruktur

### Hafen
Der Hafen Corpus Christi ist, nach umgeschlagenen Tonnen, der sechstgrößte Seehafen der Vereinigten Staaten und befindet sich am Nordrand der Stadt. Im Jahr 2020 wurden 144,9 Millionen Tonnen Güter umgeschlagen. Der Seehafen, der nur als Güterhafen genutzt wird, wurde 1926 eröffnet.

### Verkehrsanbindungen
Die Stadt besitzt einen internationalen Flughafen, den Corpus Christi International Airport (ICAO: KCRP).
Wichtige Autobahnen in der Nähe von Corpus Christi sind die Interstate 10, Interstate 410, Interstate 35 und Interstate 37. Zudem verlaufen einige US-Routes nahe der Stadt.
Bahnstrecken von drei überregional tätigen Gesellschaften, der BNSF Railway, der Union Pacific Railroad und der Texas Mexican Railway, erreichen Corpus Christi und werden ausschließlich im Güterverkehr genutzt. Die örtliche Corpus Christi Terminal Railroad verbindet die Hafenanlagen mit den Hauptstrecken.

### Industrie
Das österreichische Stahlunternehmen voestalpine errichtete im Jahr 2014 eine Direktreduktionsanlage in Corpus Christi. Die Anlage ist auf eine Jahreskapazität von zwei Millionen Tonnen HBI (Hot Briquetted Iron – poröser Eisenschwamm, der zu Briketts gepresst wird) ausgerichtet und verfügt über einen direkten Tiefwasserzugang zum Golf von Mexiko. Mit 550 Mio. Euro (740 Mio. USD) ist dies die größte Auslandsinvestition in der Geschichte des voestalpine-Konzerns. Etwa die Hälfte der jährlich produzierten Kapazität an HBI wird nach Linz und Donawitz verschifft, wo es in die Produktion der voestalpine einfließt. Insgesamt wurden durch das Werk 150 neue Arbeitsplätze geschaffen. Im Jahr 2022 wurden 80 % des Werks für 610 Mio. Euro an Arcelor Mittal verkauft.

## Persönlichkeiten

### Söhne und Töchter der Stadt
- Emilio Caceres (1897–1980), Jazz- und Unterhaltungsmusiker
- Revilo Pendleton Oliver (1908–1994), Professor für Klassische Philologie, Spanisch und Italienisch
- Martha Tilton (1915–2006), Sängerin des Swing
- John Andrew Young (1916–2002), Politiker
- Viron P. Vaky (1926–2012), Diplomat
- Edmond Lee Browning (1929–2016), von 1986 bis 1997 Presiding Bishop und Oberhaupt der Episkopalkirche
- Raymond Berry (* 1933), American-Football-Spieler und -Trainer
- Raymundo Joseph Peña (1934–2021), römisch-katholischer Geistlicher, Generalvikar des Bistums Corpus Christi sowie Bischof von El Paso und Brownsville
- Sidney Sheinberg (1935–2019), Manager und Filmproduzent
- Dody Roach (1937–2004), Pokerspieler
- Joe Gallardo (* 1939), Musiker des Latin und des Modern Jazz
- Helen Donath (* 1940), Sopranistin
- Jack Abell (1944–1993), Geiger, Bratscher, Dirigent, Musikpädagoge, Musikverleger und Komponist
- Pepe Serna (* 1944), Schauspieler und Künstler
- Carol E. Dinkins (* 1945), Rechtsanwältin im Umweltrecht, Hochschullehrerin und stellvertretende US Attorney General
- Kitty O’Neil (1946–2018), Rennfahrerin und Stuntfrau
- Farrah Fawcett (1947–2009), Schauspielerin
- Larry Norman (1947–2008), Sänger und Komponist
- Mark Geller (* 1949), Altorientalist
- Chet Edwards (* 1951), Politiker
- Gregory Beecroft (* 1952), Schauspieler
- Billy Powell (1952–2009), Keyboarder
- Robert Rowling (* 1953), Gründer der TRT Holdings Inc.
- Hollis Gentry (1954–2006), Jazzmusiker und Produzent
- Louise Mandrell (* 1954), Country-Sängerin und -Musikerin
- David Carson (* 1956), Typograf, Grafiker, Designer, Lehrer und Surfer
- Terry Labonte (* 1956), US-Rennfahrer in der NASCAR-Serie
- Lori Singer (* 1957), Schauspielerin
- Sean Bobbitt (* 1958), britischer Kameramann
- Kirby Chambliss (* 1959), Kunstflugpilot
- Jim Heath (* 1959), Musiker (The Reverend Horton Heat)
- Blake Farenthold (1961–2025), Politiker
- Todd Oldham (* 1961), Designer
- Jesse Benavides (* 1963), Boxer im Superbantamgewicht
- Bobby Labonte (* 1964), US-Rennfahrer in der NASCAR-Serie
- Jimmy Akin (* 1965), römisch-katholischer Apologet, Autor, Redner und Podcaster
- Vicente González (* 1967), Politiker
- Laura Claycomb (* 1968), Sängerin (Koloratursopran)
- Farrah Forke (1968–2022), Schauspielerin
- Brian Leetch (* 1968), Eishockeyspieler
- Danny Lohner (* 1970), Musiker (u. a. Nine Inch Nails)
- Bobby Julich (* 1971), Radrennfahrer
- Devon Allman (* 1972), Bluesrock-Gitarrist, Sänger, Songwriter und Musikproduzent
- Luke Aikins (* 1973), Extremsportler, Stuntman und Fotograf
- Eva Longoria (* 1975), Schauspielerin
- Nina Mercedez (* 1979), Pornodarstellerin, Regisseurin und Fotomodell
- Rachel Sterling (* 1979), Schauspielerin, Tänzerin und Model
- Gary Reed (* 1981), kanadischer Mittelstreckenläufer
- David Freese (* 1983), Baseballspieler
- Jeremy Jordan (* 1984), Schauspieler, Musicaldarsteller, Sänger und Musiker
- Clint Gresham (* 1986), Footballspieler
- Jerry Belmontes (* 1988), Profiboxer im Superfedergewicht
- Caitlyn Taylor Love (* 1994), Schauspielerin und Sängerin
- A’Keyla Mitchell (* 1995), Sprinterin
- Kevin Abstract (* 1996), Rapper, Sänger und Musikproduzent
- Victoria Moroles (* 1996), Schauspielerin

### Andere Menschen, die in Corpus Christi gewirkt haben
- Selena Quintanilla-Pérez (1971–1995), Tejano-Sängerin; aufgewachsen in Corpus Christi